# Oncostemum falcifolium
Oncostemum falcifolium är en viveväxtart som beskrevs av Carl Christian Mez. Oncostemum falcifolium ingår i släktet Oncostemum och familjen viveväxter. Inga underarter finns listade i Catalogue of Life.